# 崎山凛
崎山 凛（さきやま りん、1964年4月7日 - ）は、日本の俳優。神奈川県横浜市港南区出身。レディバード所属。身長183cm、体重78kg、血液型はA型。旧芸名は崎山茂幸、崎山祐一である。

## 人物・略歴
特技は殺陣、乗馬、和太鼓、野球。

## 出演

### テレビ

#### NHK
- 十時半睡事件帖 第18話「犬を飼う武士」（1994年） - 垣内平八郎
- NHK大河ドラマ
  - 「八代将軍吉宗」 第29話（1995年） - 中川正軒
  - 「葵 徳川三代」（2000年） - 八十島助左衛門

#### TBS系列
- 大好き!五つ子GO2
- 財務捜査官 雨宮瑠璃子
- カードGメン・小早川茜6特命
- セーラー服と機関銃（2006年） - 新堂秘書 役
- 嫌われ松子の一生（2006年） - 吉冨一義 役
- 孤独の賭け〜愛しき人よ〜（2007年） - 天野一也 役
- 砂時計
- となりの芝生（2009年） - 桑野マネージャー 役
- 女子刑務所東三号棟8
- Dr.DMAT（2014年） - 野村武 役

#### フジテレビ系列
- 旅情サスペンス「女医彩子　伊豆半島・恐怖の往診」（1992年6月1日）
- 救命病棟24時
- 正義は勝つ

#### テレビ朝日
- 反乱のボヤージュ
- 弟
- 相棒
  - season6 第1話「複眼の法廷」（2007年10月24日） - 相馬哲夫
  - season10 第10話「ピエロ」（2012年1月1日） - 三奈瀬恭介

#### 日本テレビ放送網
- 火曜サスペンス劇場・身辺警護7「庭から出た白骨死体は夫?10年間待ち続けてた女の完全犯罪」（2001年4月17日）- 刑事・今井

#### テレビ東京系列
- 女と愛とミステリー ヤメ検弁護士・英剛直 佐渡が島殺人航路（2002年7月28日）

### 映画
- 武闘派仁義 全面抗争篇（1993年） - 神奈川県警 浜崎警察署 刑事 ハセガワ
- 極道戦国志 不動（1996年）
- 大怪獣東京に現れる（1998年）
- ホワイトアウト（2000年）
- 女侠 夜叉の舞い（2000年）
- 修羅の群れ 第2部 風雲編（2002年） - 長谷川政治
- 修羅の群れ 第3部 完結編 大抗争列島!!（2002年） - 長谷川政治
- 人斬り銀次（2002年）
- 修羅の抗争/極道はクリスチャン（2004年）- 広瀬義雄
- 修羅のみちシリーズ 
  - 修羅のみち2 関西頂上決戦（2001年）- 張正林
  - 修羅のみち9 北九州烈死篇（2004年）- 黒田組組員 毒島譲二
  - 修羅のみち10 九州全面戦争（2004年）- 黒田組組員 毒島譲二
- 相棒 -劇場版- 絶体絶命! 42.195km 東京ビッグシティマラソン（2008年） - 三奈瀬恭介

### Vシネマ
- DiGi mation 4 天外魔境 電々の伝 電脳電撃カブキ伝（1993年） - 一新太助
- 飯島愛のギルガメッシュな関係（1993年）
- 大江戸遊女妻（1995年）
- 団鬼六 女教師 肉の復讐（1997年）- 川村
- OL二十九歳 肉欲の果て・・・（1998年）
- 性感モデル いぢりあい（1998年）
- 女医 玲子二十七歳（1998年）
- 重役秘書2（1998年）
- 人妻遊戯（1999年）
- ヤンママトラッカー シリーズ
  - ヤンママトラッカー 飛龍伝（1999年2月） - ケイの元カレ（元トラッカー）
  - 新ヤンママトラッカー ケイVS美咲 宿命の対決編（2000年12月） - 茨城県警交通機動隊 岩下真澄
  - 新ヤンママトラッカー 涙街道・爆走かぐや姫!（2003年） - カスタムトラックパーツ＆アクセサリー屋
- ノストラダムス滅亡録 遺伝子の新世紀（1999年）
- パチスロ攻略王 GET LUCK 2 （1999年）
- 女刑事涼子 肉体の裁き（2000年）
- 女刑事涼子 狙われた肉体（2000年）
- 実録・広島やくざ戦争（2000年） - 岡島組組員 有本博
- 実録・日本ヤクザ抗争史 鯨道3 破門状（2001年） - 西原組若頭 大木慶一
- 実録・日本ヤクザ抗争史 鯨道4 残侠譜 完結編（2001年） - 関東八日会理事長 大木慶一(元 西原組若頭)
- 実録・山陽道やくざ戦争 手打ち破り（2001年） - 二代目貴山会系吉良組津山支部組員 高岡紀夫
- 実録・安藤組外伝 地獄道（2001年） - テジマ(刑事)
- 首領の女2（2002年） - 元・坂口組藤堂組三品組幹部 安永嘉勝
- 岸和田少年愚連隊 カオルちゃん最強伝説 EPISODE 2 ロシアより愛をこめて（2002年） - アリョーシャ・カラマーゾフ
- 実録・日本極道列伝 極道者（2002年）
- 実録・沖縄やくざ戦争2 いくさ世30年 抗争激化編（2003年）
- 新任教師 野本美穂 恥肉の裏授業（2003年）- 川村
- 実録・竹中正久の生涯 荒らぶる獅子（2004年） - 大下会若頭 大下雅裕
- 死刑確定 I（2004年） - 佐島(刑事)
- 龍が如く 〜序章〜（2006年） - 刑事
- 極道たちの野望2（2016年）

### CM
- クボタ

### 舞台
- 丹下左膳
- BROKEN 西遊記 - 閻魔大王/金閣大王/雀鬼/帝釈天/太宗皇帝